# 238 a.C.
Il 238 a.C. (CCXXXVIII a.C. in numeri romani) è un anno  del III secolo a.C.

## Eventi
- Tiberio Sempronio Gracco invade la Sardegna e ne fa una provincia romana. In questo anno si è soliti far terminare la Civiltà Nuragica
- Nella battaglia di Utica, le truppe cartaginesi fedeli agli ordini di Amilcare Barca sconfiggono i mercenari ribelli.
- Arsace I sconfigge Andragora e fonda il regno dei Parti come entità separata dall'Impero seleucide.
- 28 aprile - Roma: consacrazione del tempio di Flora e istituzione dei Ludi Florales (giochi).
- Sempre a Roma viene offerto un solenne lettisternio alle dodici principali divinità.

## Nati
- Filippo V di Macedonia, re († 179 a.C.)
- Lucio Cornelio Scipione Asiatico, politico e generale romano

## Morti
- Andragora, sovrano
- Spendio, condottiero cartaginese